# Šljuke
Šljuke este un sat din comuna Pljevlja, Muntenegru. Conform datelor de la recensământul din 2003, localitatea are 82 de locuitori (la recensământul din 1991 erau 106 locuitori).

## Demografie
În satul Šljuke locuiesc 73 de persoane adulte, iar vârsta medie a populației este de 46,7 de ani (44,4 la bărbați și 49,0 la femei). În localitate sunt 31 de gospodării, iar numărul mediu de membri în gospodărie este de 2,65.
Această localitate este populată majoritar de sârbi (conform recensământului din 2003).
|  |

| Demografie | Demografie | Demografie |
| An         | Locuitori  | Locuitori  |
| ---------- | ---------- | ---------- |
|            |            |            |
|            |            |            |
|            |            |            |
|            |            |            |
| 1948       | 107        |            |
| 1953       | 150        |            |
| 1961       | 162        |            |
| 1971       | 185        |            |
| 1981       | 136        |            |
| 1991       | 106        | 106        |
| 2003       | 82         | 82         |

| \| Componența etnică conform recensământului din 2003[2] \| Componența etnică conform recensământului din 2003[2] \| Componența etnică conform recensământului din 2003[2] \| Componența etnică conform recensământului din 2003[2] \| Componența etnică conform recensământului din 2003[2] \| \| ----------------------------------------------------- \| ----------------------------------------------------- \| ----------------------------------------------------- \| ----------------------------------------------------- \| ----------------------------------------------------- \| \| \| \| \| \| \| \| Sârbi \| Sârbi \| \| 61 \| 74,39% \| \| Muntenegreni \| Muntenegreni \| \| 16 \| 19,51% \| \| Musulmani \| Musulmani \| \| 5 \| 6,09% \| \| necunoscută \| necunoscută \| \| 0 \| 0% \| |              |  |    |        |
| Componența etnică conform recensământului din 2003 |              |  |    |        |
| |              |  |    |        |
| Sârbi | Sârbi        |  | 61 | 74,39% |
| Muntenegreni | Muntenegreni |  | 16 | 19,51% |
| Musulmani | Musulmani    |  | 5  | 6,09%  |
| necunoscută | necunoscută  |  | 0  | 0%     |